# 펠릭스 브라크몽
오귀스트 조제프 브라크몽(Auguste Joseph Bracquemond), 통명 펠릭스 브라크몽(Félix Bracquemond)은 프랑스의 화가, 도예가, 판화가로 1833년 5월 28일 파리에서 태어나 1914년 10월 27일 세브르에서 사망했다.
1856년부터, 브라크몽은 프랑스에서 일본 예술에 대한 관심을 최초로 열었다고 평가받는다.
브라크몽은 1862년 6월 창립된 부식동판화가 협회(Société des aquafortistes)의 창립 회원 중 하나이다. 브라크몽은 에두아르 마네, 에드가 드가, 카미유 피사로로 하여금 판화 기술을 사용하게끔 독려하면서 판화 부흥에 있어 중요한 역할을 했다.
브라크몽은 인상주의 화가 마리 키보롱과 1869년 8월 5일 파리에서 결혼했다. 아내는 이후 마리 브라크몽이라는 이름으로 더 유명해진다.
1890년에 창립된 국립예술협회의 창립 회원이자 부회장을 맡은 브라크몽은 국외 예술가들, 특히 일본인 예술가들로 하여금 살롱 데 보자르에서 첫 전시회를 열게끔 독려했다.